# バベー県
バベー県（バベーけん、ベトナム語：Huyện Ba Bể / 縣𠀧𣷭?）は、ベトナム社会主義共和国バックカン省の県である。面積は678km²、人口は46,350人（2009年）である。

## 行政区画
以下の1市鎮15社から構成される。
- チョラ市鎮（Chợ Rã / 𢄂野）
- バインチャック社（Bành Trạch / 彭澤）
- カオトゥオン社（Cao Thượng / 高上）
- カオチー社（Cao Trĩ / 高峙）
- チューフオン社（Chu Hương / 藷香）
- ディアリン社（Địa Linh / 地靈）
- ドンフック社（Đồng Phúc / 同福）
- ハヒエウ社（Hà Hiệu / 下效）
- ホアンチー社（Hoàng Trĩ / 黄峙）
- カンニン社（Khang Ninh / 康寧）
- ミーフオン社（Mỹ Phương / 美芳）
- ナムマウ社（Nam Mẫu / 南畝）
- フックロック社（Phúc Lộc / 福祿）
- クアンケー社（Quảng Khê / 廣溪）
- トゥオンザオ社（Thượng Giáo / 上教）
- イエンズオン社（Yến Dương / 燕陽）